# Synagoge (Sarajevo)

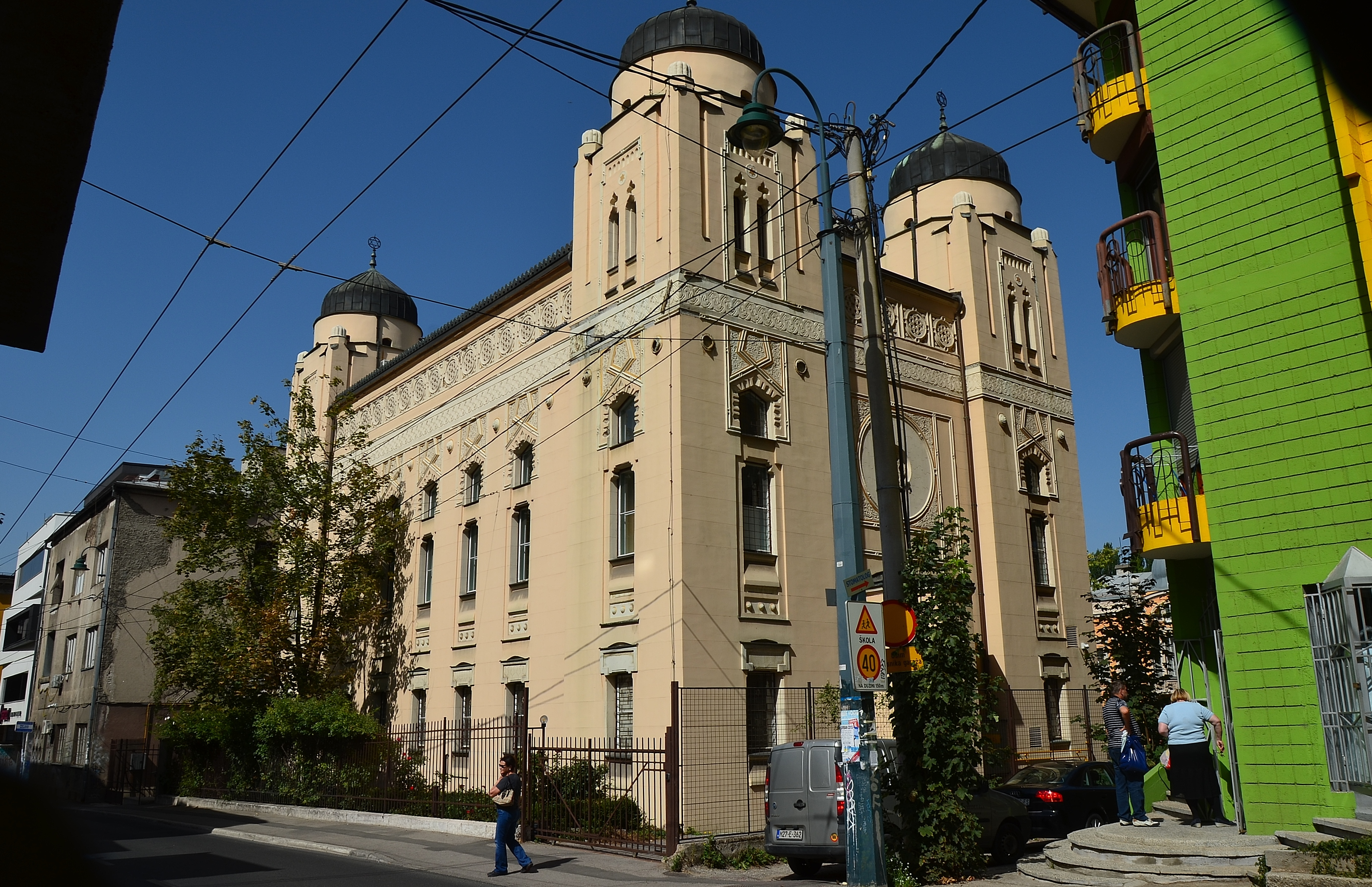
Die aschkenasische Synagoge von Sarajevo

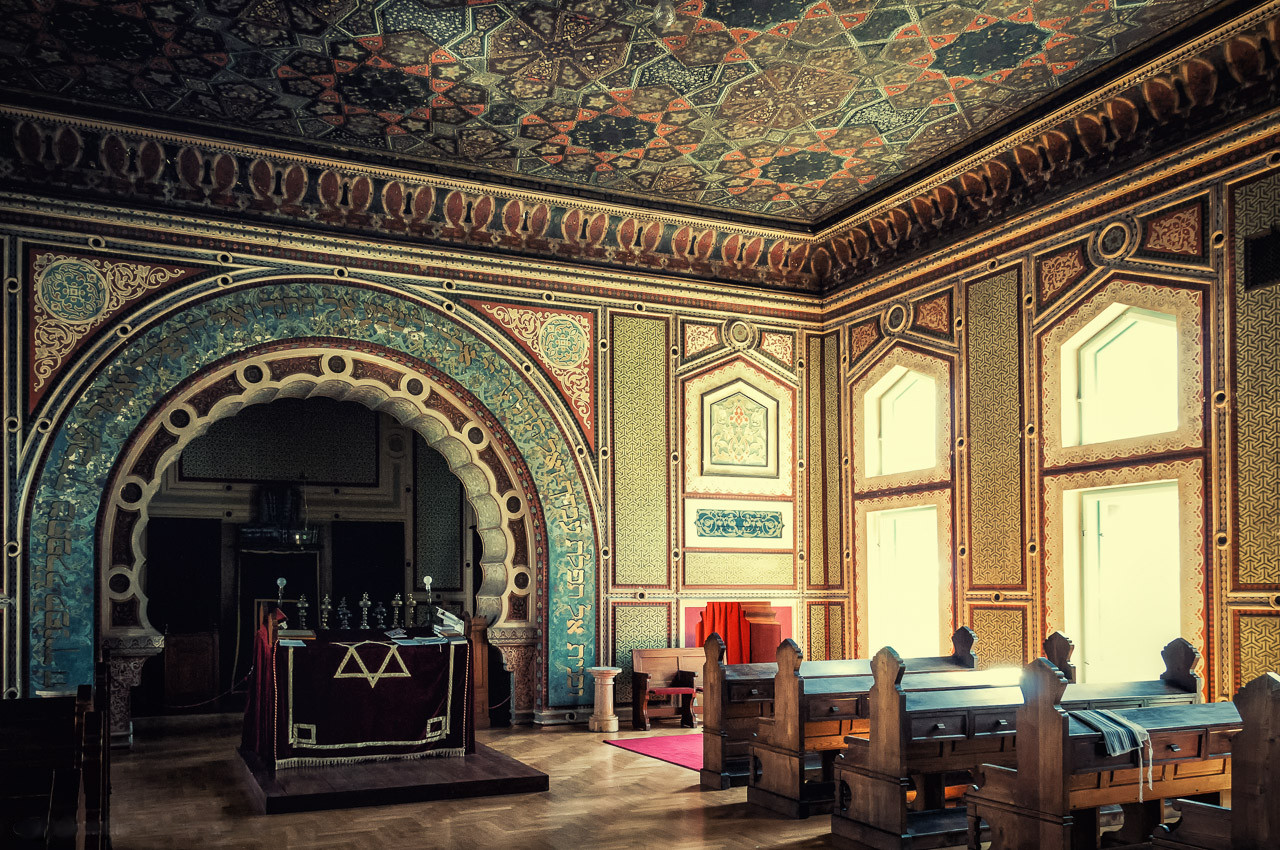
Der Innenraum mit Bima, Toraschrein, Parochet und Ner Tamid.

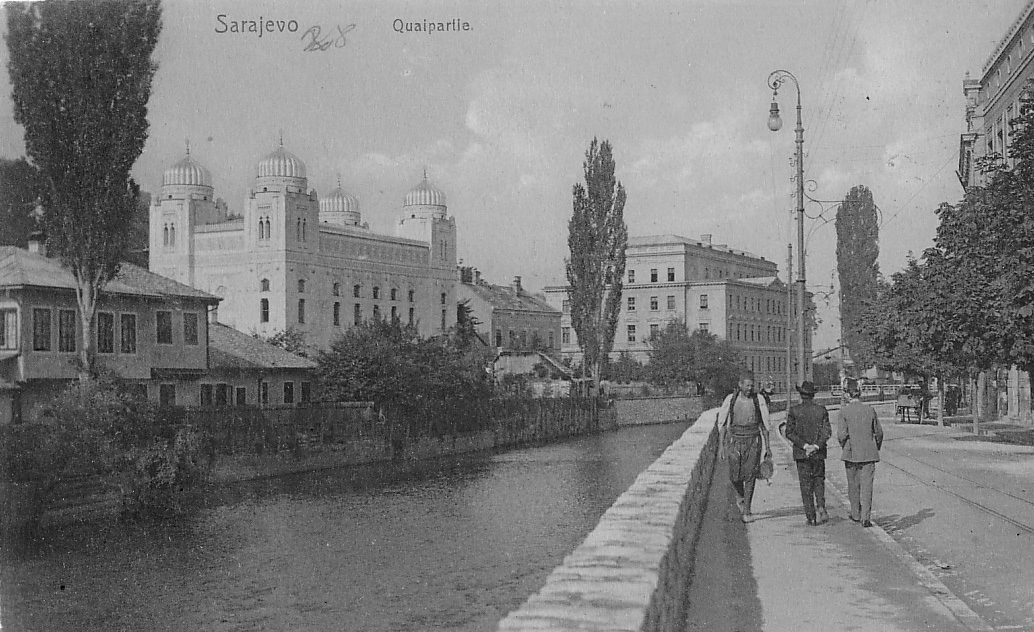
Foto aus dem Jahr 1914

Die Synagoge von Sarajevo oder Synagoge der Aschkenasim liegt in Sarajevo am südlichen Ufer des Flusses Miljacka. Die Synagoge gilt als die drittgrößte in Europa und wurde 1902 erbaut. Die Synagoge dient heute als Hauptsynagoge der Jüdischen Gemeinde Sarajevo. Die Alte Synagoge (Il Kal Grandi) der sephardischen Gemeinde beherbergt dagegen heute eine Ausstellung, der Synagogenraum im Erdgeschoss wird jedoch zu speziellen Anlässen zum jüdischen Gebet genutzt.

## Geschichte
Die Geschichte der Juden in Sarajevo lässt sich bis in das 16. Jahrhundert zurückverfolgen. Dabei handelte es sich um sephardische Juden. Eine erste Synagoge wurde um 1581 erbaut, welche zwar um 1679 und 1778 zerstört, danach jedoch wieder aufgebaut wurde. Gegen Ende des 19. Jahrhunderts wurden erstmals größere Gruppen von Aschkenasim in Sarajevo sesshaft. Da die Aschkenasim über keine eigene Synagoge verfügten, entschlossen sie sich, eine eigene zu erbauen. Mit den Arbeiten wurde der Tscheche Karel Pařík beauftragt, der die Synagoge im so genannten proto-maurischen Stil entwarf. Die Bauarbeiten zur Synagoge wurden 1902 beendet.
Die Synagoge hat große Bögen mit reich gemalten Dekorationen. Die hohe, reich verzierte Decke wurde durch einen zehnzackigen Stern hervorgehoben. Heute wird die Synagoge auf die Frauengalerie auf dem Obergeschoss beschränkt. Am Eingang gedenkt eine Menora der 400-jährigen Geschichte der Juden in Bosnien und der Herzegowina.
Die Synagoge gehörte ursprünglich den Aschkenasim, während die Sephardim 1932 eine neue Synagoge erbauten, die jedoch 1941 zerstört wurde. Heute wird die Synagoge von den Aschkenasim und Sephardim gemeinsam genutzt.